# A2212 road
Die A2212 war eine Class-I-Straße, die 1922 im Stadtgebiet London mit der namentlichen Bezeichnung „Link at High Street, Lewisham“ festgelegt wurde. Sie verband in Lewisham die A20 mit der A21 und verlief dabei, nur durch einen Häuserblock getrennt, parallel zur A21. Sie dürfte wohl schnell Teil der A21 geworden sein, da die Nummer schon sehr früh wieder, vermutlich ab 1935, für ein hochgestuftes Stück der B212 verwendet wurde. Dieses verläuft von der A20 im östlichen Lewisham über Lee zur A21 in Bromley und ist noch heute mit der Nummer A2212 versehen.